# Howie Mandel
Howard Michael Mandel (sinh ngày 29 tháng 11 năm 1955) là nam diễn viên, MC và nghệ sĩ hài người Canada. Ông từng là giám khảo trong chương trình America's Got Talent.